# Carlin Glynn
Carlin Glynn (Cleveland, 19 febbraio 1940 – 13 luglio 2023) è stata un'attrice e cantante statunitense.

## Biografia
Membro dell'Actors Studio, Carlin Glynn divenne nota per la sua pluripremiata performance nel ruolo di Mona Stangley nel musical The Best Little Whorehouse in Texas nel primo worskhop (1977), nell'Off Broadway (1978), a Broadway (1978 e 1982), a Londra (1981) e a Boston (1982). Questa performance le valse il Tony Award alla miglior attrice non protagonista in un musical, il Laurence Olivier Award alla migliore attrice in un musical, il Theatre World Award ed una candidatura al Drama Desk Award.

## Vita privata
Sposata con il regista Peter Masterson, la coppia ebbe una figlia, l'attrice Mary Stuart Masterson.

## Filmografia parziale
- I tre giorni del Condor (Three Days of the Condor), regia di Sydney Pollack (1975)
- Resurrection, regia di Daniel Petrie (1980)
- Chiamami aquila (Continental Divide), regia di Michael Apted (1981)
- Sixteen Candles - Un compleanno da ricordare (Sixteen Candles), regia di John Hughes (1984)
- In viaggio verso Bountiful (The Trip to Bountiful), regia di Peter Masterson (1985)
- Giardini di pietra (Gardens of Stone), regia di Francis Ford Coppola (1987)
- Legami di sangue (Blood Red), regia di Peter Masterson (1989)